# Friedrich von Perponcher-Sedlnitzky

Friedrich Graf von Perponcher-Sedlnitzky

Friedrich Wilhelm Karl August Graf von Perponcher-Sedlnitzky (* 11. August 1821 in Berlin; † 21. März 1909 ebenda) war ein preußischer General der Kavallerie und Hofbeamter.

## Leben
Friedrich war ein Sohn des niederländischen Generals der Infanterie und Gesandten Hendrik George de Perponcher-Sedlnitzki (1771–1856) und dessen Ehefrau Wilhelmine Friederike Adelheid, geborene Gräfin van Reede tot Ginkel (* 27. Dezember 1792 in Berlin; † 1. September 1861 in Dresden). Der Vater war auch seit 1842 hoch dekorierter Ritter des hohen Ordens vom Schwarzen Adler.
Perponcher besuchte das Friedrichswerdersche Gymnasium in Berlin und trat am 1. Juni 1840 als Kürassier in das Garde-Kürassier-Regiment der Preußischen Armee ein. Als Sekondeleutnant wurde er Ende Juni 1846 als militärischer Berater des Prinzen Georg von Preußen kommandiert und im Januar 1849 zu dessen persönlichen Adjutanten ernannt. Im Februar 1859 überbrachte er dem britischen Hof die Nachricht von der Geburt des preußischen Thronerben, des späteren Wilhelm II. Anfang April 1864 schied Perponcher aus seinem Dienstverhältnis und wurde zu den beurlaubten Offizieren von der Kavallerie überführt. Im Anschluss daran ernannte man ihn zum Hofmarschall von König Wilhelm I. Ihn begleitete er in dessen Hauptquartier 1866 während des Krieges gegen Österreich und nahm an der Schlacht bei Königgrätz teil. Nach dem Prager Frieden wurde Perponcher zum Oberstleutnant befördert und mit dem Kronenorden II. Klasse mit Schwertern ausgezeichnet.

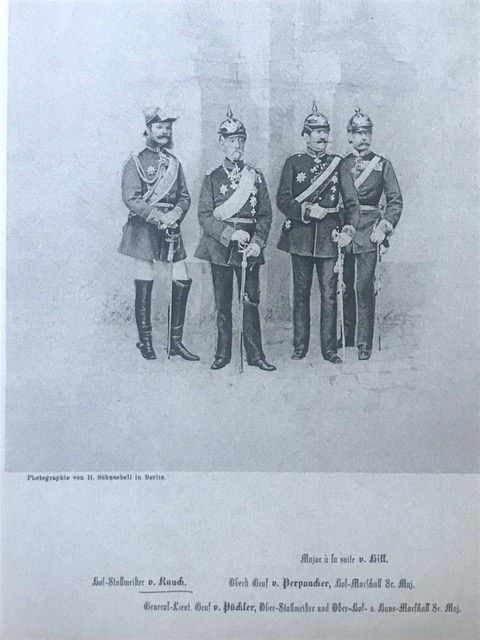
Hofmarschall Friedrich Graf Perponcher mit Fedor von Rauch als kaiserlicher Hofstallmeister, Oberhofmarschall Hermann Graf Pückler und Flügeladjutant von Hill bei der Kaiserproklamation 1871

Auch während des Deutsch-Französischen Krieges war Perponcher wieder im Hauptquartier des Königs, machten die Schlachten bei Gravelotte und Sedan sowie die Belagerung von Paris mit und erhielt das Eiserne Kreuz II. Klasse. Unter Verleihung des Charakters als Generalmajor wurde er am 22. März 1872 zu den Offizieren à la suite der Armee gestellt. Von 1884 bis 1888 war Perponcher Oberhof- und Hausmarschall von Wilhelm I. sowie Intendant der königlichen Schlösser. Nach dem Tod des Kaisers wurde er Vorstand der Hofhaltung der Kaiserin Augusta. In späteren Jahren amtierte er als Obergewandkämmerer und führte als Zweitwohnsitz Wien.
Wilhelm II. verlieh Perponcher am 18. Oktober 1904 den Charakter als General der Kavallerie. Er war außerdem seit 1862 Rechtsritter des Johanniterordens, Inhaber des Großkreuz des Roten Adlerordens mit Kette sowie des Sterns der Komture des Königlichen Hausordens von Hohenzollern.

### Familie
Perponcher hatte sich am 28. April 1867 in Behle mit Wanda Reichsgräfin von Moltke (* 3. März 1840 in Neustrelitz; † 2. Dezember 1911 in Godesberg), Tochter des großherzoglich mecklenburg-strelitzischen Oberstallmeisters Karl Reichsgraf von Moltke, Majoratsherr auf Behle und Lemnitz, und seiner zweiten Ehefrau Marie, geborene von Roeder, verheiratet. Aus der Ehe gingen folgende Kinder hervor:
- Wilhelm Henri Karl Georg August (* 31. Oktober 1868 in Berlin; † 3. Januar 1935 in Rostock), preußischer Major a. D., auf Neudorf, Ehrenritter des Johanniterordens
- Fredy August Kuno Georg Louis (* 22. August 1876 in Potsdam; † 11. August 1917 in Nowawes), Ehrenritter des Johanniterordens
- Egon Wilhelm Heinrich Walter (* 9. Dezember 1877 in Berlin; † 19. März 1945 bei Rudig), preußischer Kammerjunker, Herr auf Groß-Peterwitz/Kreis Trebnitz, Ehrenritter des Johanniterordens